# Houston Dash
O Houston Dash é um clube profissional de futebol feminino com sede em Houston, Texas. Fundado em 2013, desde 2014 a equipe compete na National Women's Soccer League (NWSL).

## História

### Fundação
Em 19 de novembro de 2013, o Houston Dynamo iniciou conversas com a NWSL com a intenção de trazer um time de futebol feminino profissional para Houston. Apenas uma semana depois, o esforço foi reforçado quando o Dynamo começou a aceitar depósitos reembolsáveis para um potencial time na NWSL. Em 11 de dezembro de 2013, a liga anunciou que a proposta do Houston Dynamo tinha sido aceita e que a cidade de Houston teria uma das franquias da NWSL.

### Anúncio do nome, do escudo e das cores do time
Durante um conferência de imprensa em 12 de dezembro de 2013, o presidente do Houston Dynamo, Chris Canetti, anunciou que o novo time se chamaria "Houston Dash" e que teria cores similares àquelas do Dynamo: laranja, preto e azul. O emblema do time é composto por uma bola de futebol junto com as palavras "Houston Dash" e linhas azuis ao fundo. O nome Dash se refere à velocidade de corrida rápida de um cavalo, que foi um meio de transporte muito usado por texanos durante o século XIX.

## Donos e gerenciamento do clube
O Houston Dash pertence ao mesmo grupo que também é dono do Houston Dynamo: Gabriel Brener, Jake Silverstein, Ben Guill e o campeão olímpico e mundial de boxe Oscar de la Hoya.
Em 23 de dezembro de 2013, o ex-atacante do Dynamo, Brian Ching foi nomeado Diretor Geral do Houston Dash, sendo responsável por cuidar de todos os aspectos técnicos e empresariais do clube e respondendo diretamente ao presidente do Dash e do Dynamo, Chris Canetti.
Em 3 de janeiro de 2014, Randy Waldrum foi nomeado primeiro treinador do time. Waldrum era técnico do time de futebol feminino da Universidade de Notre Dame desde 1999 e levou a equipe a dois títulos nacionais da NCAA.
Em 29 de maio de 2017, Randy Waldrum deixou o comando do time, que foi assumido interinamente por seu treinado assistente, Omar Morales.
Em 27 de novembro de 2017, a experiente técnica e ex-jogadora holandesa, Vera Pauw assumiu o comando da equipe.

## Estádio

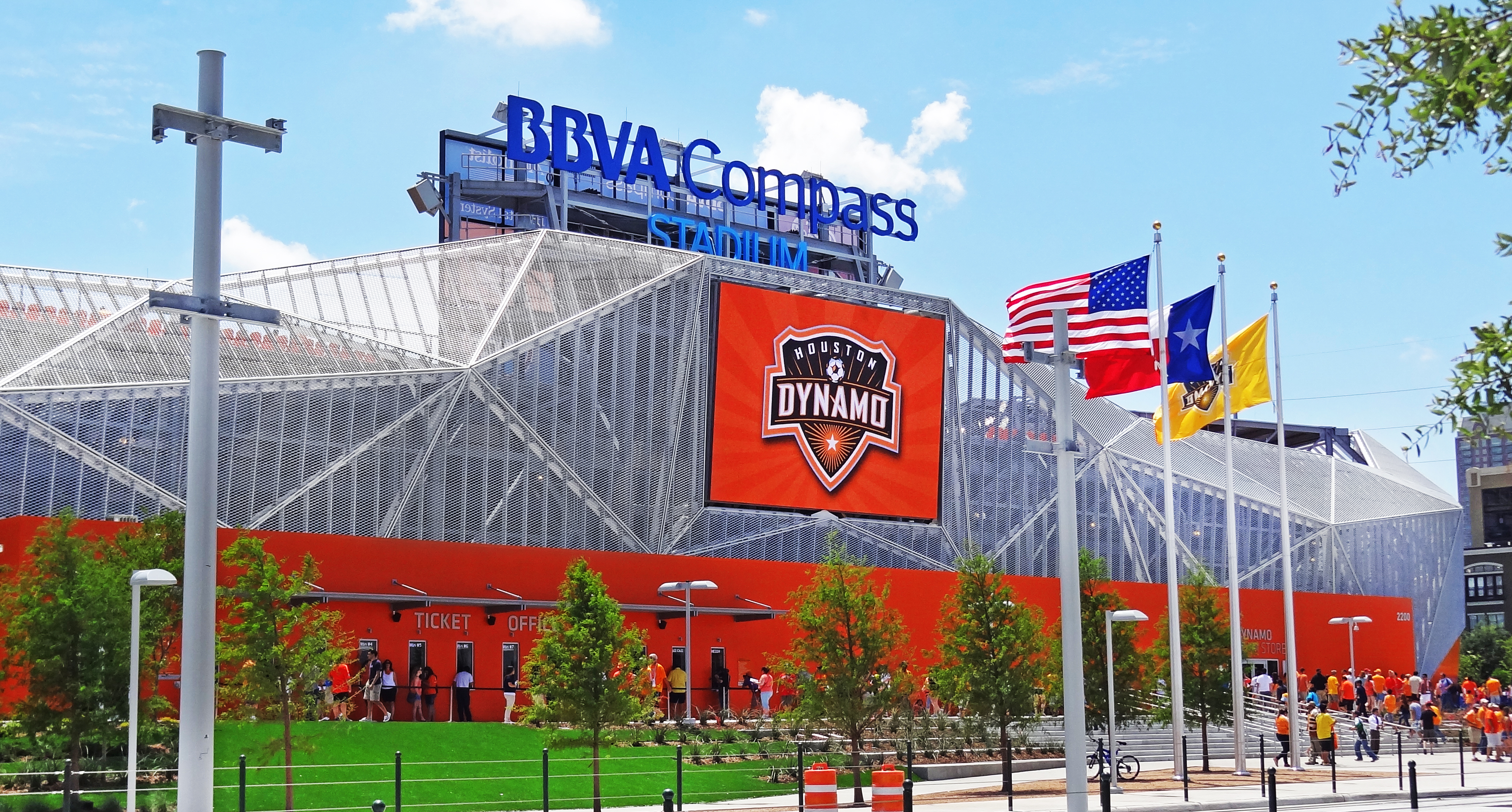
O BBVA Compass Stadium é a atual "casa" do Houston Dash e do Dynamo

O Dash manda seus jogos no BBVA Compass Stadium, um estádio específico para a prática do futebol, que foi inaugurado em maio de 2012 e possui capacidade para 22,039 torcedores. Para a temporada inaugural do Dash na NWSL, foram disponibilizados 7,000 lugares por jogo nas arquibancadas inferiores. Quando foi inaugurado em 2012, o BBVA Compass Stadium foi o primeiro estádio específico para futebol da Major League Soccer que ficava localizado na parte central de uma grande cidade.

## Jogadoras e comissão técnica

### Elenco atual
- Elenco atualizado em 18 de junho de 2018.[13]

### Comissão Técnica
Vera Pauw assumiu a equipe em novembro de 2017.

#### Técnicos
- Vera Pauw (2011–present)
- Omar Morales (interino) (2017)
- Randy Waldrum (2014–2017)

## Temporadas
| Temporada | Temporada Regular da NWSL | Temporada Regular da NWSL | Temporada Regular da NWSL | Temporada Regular da NWSL | Temporada Regular da NWSL | Temporada Regular da NWSL | Temporada Regular da NWSL | Posição | Playoffs da NWSL |
| Temporada | J                         | V                         | D                         | E                         | GA                        | GC                        | Pts                       |         | Playoffs da NWSL |
| --------- | ------------------------- | ------------------------- | ------------------------- | ------------------------- | ------------------------- | ------------------------- | ------------------------- | ------- | ---------------- |
| 2014      | 24                        | 5                         | 16                        | 3                         | 23                        | 44                        | 18                        | 9°      | DNQ              |
| 2015      | 20                        | 6                         | 8                         | 6                         | 21                        | 26                        | 24                        | 5°      | DNQ              |
| 2016      | 20                        | 6                         | 10                        | 4                         | 29                        | 29                        | 22                        | 8°      | DNQ              |
| 2017      | 24                        | 7                         | 14                        | 3                         | 23                        | 39                        | 24                        | 8°      | DNQ              |

DNQ = Não se classificou

## Transmissão dos jogos
Durante a temporada de 2014, os jogos do time eram transmitidos localmente para a área de Houston pelo canal CSN TV.
A partir de 2017, todos os jogos do Dash são transmitidos com exclusividade para o público americano via streaming pelo Go90 e para o público internacional através do site da NWSL. Como parte do acordo de três anos entre a NWSL e a A&E Networks, o canal Lifetime transmite um jogo da liga por semana aos sábados à tarde, em um programa chamado "Jogo da Semana da NWSL". Na temporada de 2017, três partidas do Dash foram transmitidas nacionalmente no "Jogo da Semana" em 3 e 6 de maio e em 23 de setembro de 2017.